# Paleoteri
Els paleoteris (Palaeotherium) formen un gènere de mamífer perissodàctil extint de la família dels paleotèrids. Se n'han trobat restes fòssils a Europa.